# Elf (Pământul de Mijloc)
Elfii din Ëa, numiți și quéndi, fac parte din lumea fictivă realizată de către scriitorul J.R.R. Tolkien. Cuvântul quendi provine din limba eldarilor și înseamnă "cei care pot grăi". Un quéndi este un individ al uneia din rasele care populează Arda și Pământul de Mijloc. Aceștia sunt adesea menționați în cărțile Hobbitul și Stăpânul Inelelor, dar istoria și faptele lor pot fi găsite numai în cartea Silmarillion, care a fost publicată după moartea lui Tolkien, precum și în alte cărți publicate de către fiul scriitorului, Christopher Tolkien, cum ar fi Povești neterminate, Istoria Pământului de Mijloc, dar și altele. Quéndi erau numiți uneori și primii născuți (Minnònar) sau copii mai bătrâni, spre deosebire de oameni, care erau numiți "cei născuți după". Oamenilor li se mai spunea și "cei care au fost treziți apoi de către Eru Iluvatar". Dunedainii îi numeau Nimir (Cei frumoși), în timp ce numele lor Sindarian era Eledhrim.

## Istorie

### Venirea pe Pământul de Mijloc
Quéndi s-au trezit în Anii Copacilor, în Primul Ev, pe malurile Lacului Cuivienen, sub lumina stelelor, fiindcă Pământul de Mijloc încă mai era în întuneric. Ei au fost descoperiți de către Valarul Oromë care a adus vestea apariției lor în Valinor.
Conform cărții Silmarillion, Valarul Melkor, stăpânul întunecat, luase deja mulți prizonieri elfi dintre cei care rătăceau departe de Lacul Cuiviénen, îi torturase și îi mutilase până ce s-au transformat în orci. Datorită acestei fapte, Valarii au pornit război împotriva sa, și, după ce l-au înfrânt, l-au închis in Sălile lui Mandos, din Valinor.

### Chemarea în Valinor
Valarii au decis să-i aducă pe elfi în Valinor, în loc să-i lase să sălășluiască în Pământul de Mijloc, pe malul lacului Cuivienen. Ei l-au trimis pe Orome, care i-a luat pe Ingwë, Finwë și Elwë ca ambasadori în Valinor. După ce s-au întors pe Pământul de Mijloc, au organizat marea călătorie către Pământurile Valarilor. Nu toți elfii au acceptat să părăsească locul lor de naștere, primind astfel denumirea de Avari (cei nedoritori).
Ceilalți au fost numiți de către Orome Eldari, poporul stelelor. Ei s-au împărțit în trei case: Casa Vanyarilor, Casa Noldorilor și Casa Telerilor, și i-au luat drept conducători pe Ingwë, Finwë și respectiv, Olwë. Pe drum, o parte din Teleri s-au înfricoșat de Munții Cețoși și nu au îndrăznit să treacă mai departe, sălășluind astfel pe malurile râului Anduin. Ei l-au ales conducător pe Lenwë și au devenit elfii Nandori.
După mulți ani, Ulmo s-a reîntors în Beleriand, ca să-i caute pe Telerii rămași. Cum Elwë nu fusese încă găsit, o parte din Teleri l-au ales pe fratele său, Olwë, drept conducător, au plecat pe mare și au ajuns în Valinor. Aveau darul făuririi bărcilor și, cu Olwë conducându-i, au ajuns până la malurile estice ale Tărâmului Binecuvântat. Totuși, o parte din Teleri au rămas pentru a-l căuta pe Elwë, iar alții s-au oprit pe malurile Pământului de Mijloc, chemați fiind de Ossë. Ei l-au ales pe Cìrdan drept cârmuitor al lor și au format poporul Falathrim. Toți Telerii care au rămas în Beleriand au luat numele de Sindari.

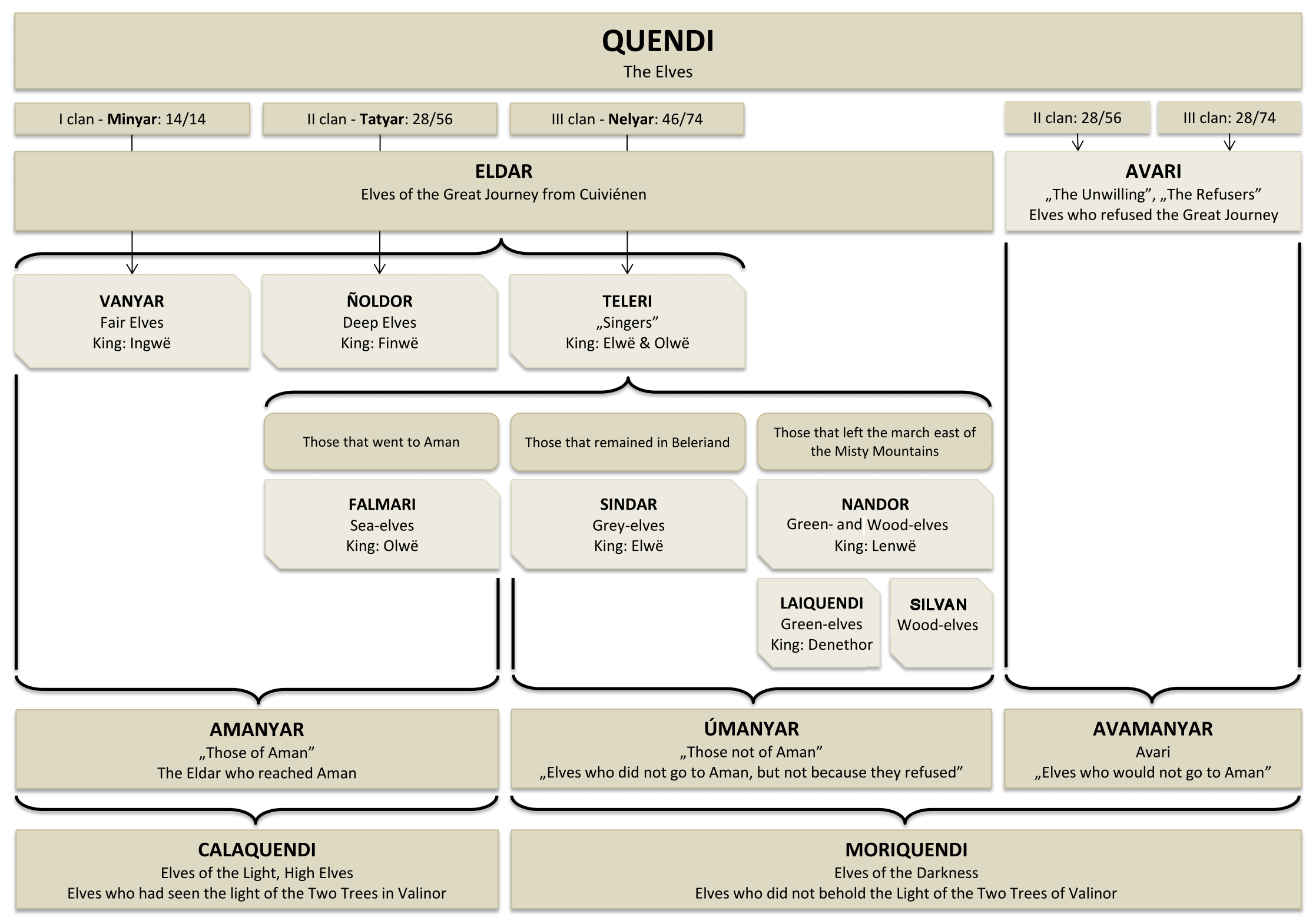
Neamurile elfilor și împărțirea lor după chemarea lor în Valinor

.

### Exilul
Născut în Valinor, Fëanor, fiul lui Finwë și cel mai mare dintre noldori, a creat Silmarilii, în care a depus o parte din Lumina Copacilor din Valinor. După trei evuri în Sălile lui Mandos, Melkor a fost eliberat și, prefăcându-se că nu mai este malefic, cu multă șiretenie a împrăștiat ura între Noldori. În cele din urmă, s-a răzvrătit împotriva Valarilor, l-a ucis pe Finwë și a furat silmarilii. Fëanor l-a numit Morgoth (Q:) ''Dușmanul''. Elful și fii săi au jurat să ia silmarilii înapoi și să ucidă pe oricine poseda vreunul și nu voia să li-l dea. Fëanor a adunat mulți noldori și a plecat în Beleriand după Morgoth, fără ca Valarii să-i dea voie. Elfii care l-au urmat pe acesta nu au mai avut voie să se întoarcă în Valinor.

### Războaiele din Beleriand
În Beleriand Elwë a fost în sfârșit găsit, acesta s-a căsătorit cu Maia Melian. A devenit regele sindarilor din Beleriand și după primul război, în timpul răsăritului lunii, au ajuns primii noldori în Pământul de Mijloc. Aceștia au asediat Angbandul, dar în final au fost înfrânți.
La sfârșitul evului Eärendil Marinarul, din casa lui Finwë a călătorit pe mare până în Valinor și atunci Valarii au luat pedeapsa de pe umerii Noldorilor și au început Războiul Urii contra Lordului Întunecat și în final l-au învins.

### Al doilea și al treilea ev
După Războiul Urii, Valarii au încercat să-i convingă pe elfi să se întoarcă în Valinor. Mulți au acceptat, dar mulți au rămas. În timpul celui de-al doilea ev ei au creat regatele Lindon, Eregion și Codrul Întunecat. Sauron, cel mai important servitor al lui Morgoth a adus razbel asupra lor, dar cu ajutorul Numenoreenilor l-au învins.
În timpul celui de-al Treilea Ev ei au protejat aceste regate cu ajutorul Inelelor Puterii, dar după Războiul Inelelui majoritatea elfilor din Pământul de Mijloc au plecat în Valinor.
Din publicațiile lui Tolkien reiese destul de clar că odată cu distrugerea Inelului Puterii puterea celor trei inele ale elfilor va dispărea și ea și va începe evul oamenilor. Elfii care rămâneau în Pământul de Mijloc erau pecetluiți să intre într-un declin încet, după cum a prezis Galadriel vor deveni un popor rustic al dealurilor și pădurilor. Tolken nu a explicat foarte clar cât de mult timp va dura această schimbare, dar spune că puterea Noldorilor care vor rămâne va pieri imediat, decăderea rasei elfești din Pământul de Mijloc va dura sute, poate chiar mii de ani, chiar până aproape în zilele noastre, când menționări despre elfi mai apar doar în fantezii și povești.
Sunt multe referințe în Stăpânul Inelelor, care menționează existența elfilor în Pământul de Mijloc în zilele de început ale celui de-al Patrulea ev. Elladan și Elrohir, fii lui Elrond nu l-au acompaniat pe tatăl lor când Corabia Albă cu Păstrătorul Inelului și cu regii Noldori a plecat din Limanurile Cenușii spre Valinor; se spune că au rămas în Lindon pentru o vreme. Celeborn este de asemenea absent de la plecarea din Limanuri și după cum i-a lăsat vorbă lui Aragorn nu avea de gând să o urmeze pe Galadriel prea curând. Anexa A a cărții Stăpânul Inelelor spune că Celeborn a unit cea mai mare parte de sud a Codrului Întunecat cu Lothlòrienul la sfârșitul celui de-al treilea ev. În altă parte Tolkien scrie că Celeborn a sălășluit o vreme în Lindon înaine ca să plece în sfârșit în Valinor.
Tolkien a scris de asemenea că Elfii s-au mutat în Ithilien în timpul regelui Elessar și au ajutat la reconstruirea Gondorului. Cei mai mulți s-au așezat în partea de sud a Ithilienului pe malurile râului Anduin. De asemenea se spune că mulți elfi au continuat să trăiască la Limanurile Cenușii, cel puțin pentru o perioadă de timp. Tolkien spune că Círdan nu a plecat cu Elrond, Galadriel și ceilalți la sfârșitul cărții Stăpânul Inelelor, și Sam Gamgee a călătorit plecând din Linmanuri când acestea deja decăzuseră. Se spune că Círdan a plecat cu ultima corabie, care avea să mai plece din Limanurile Cenușii. Legolas a plecat și el din Pământul de Mijloc după moartea regelui Elessar și după cum apare în Stăpânul Inelelor el a fost cel care și-a construit barca și pare cam ciudat că un Elf Verde din Codrul Întunecat să construiască o barcă care să poată să ajungă în Tărâmul Binecuvantat fără ajutorul poporului lui Círdan.
Multele descrieri ale Lórienului și ale Codrului Întunecat sugerează că o parte semnificativă din populația elfilor a rămas în Pământul de Mijloc în prima parte a celui de-al Patrulea ev. În Stăpânul Inelelor, Caras Galadhon este pomenit ca fiind un oraș mare și se pare că populația de Elfi Verzi a crescut măcar până la câteva mii. Descrierea regiunii Tharanduil din partea de nord a Codrului Întunecat sugerează faptul că populația era și mai mare. Este oarecum neobișnuit că în ciuda faptului că Elfii Verzi din partea de est a Munților Cețoși nu simțeau o chemare pentru Valinor. Mulți dintre ei au plecat chiar în perioada în care Codrul Întunecat era liber și nu mai prezenta niciun pericol din partea lui Sauron.
Pe cealaltă parte Tolkien face referințe la un Pământ de Mijloc aproape nepopulat de elfi, ceea ce nu prea coincide cu cele menționate mai sus. În Povestea lui Aragorn și a lui Arwen din Anexa A se găsește scris că elfii aproape plecaseră de tot din Pământul de Mijloc. Majoritatea celor care au rămas trăiau în Codrul Întunecat în timp de o mică parte trăiau în Lindon. Aragorn povestește despre grădinile goale ale lui Elrond din Vâlceaua Despicată, iar Arwen îl întreabă dacă ar fi mai bine să anuleze decizia pe care a luat-o. După moartea voluntară a lui Elessar Arwen pleacă într-un Lòrien descris ca fiind abandonat complet, și ea moare.
Cu atât de multe elemente în faimoasa creație a lui Tolkien, aceste contradicții trebuie să rămână doar ca exemple ale diferitelor idei și teme pe care autorul le-a cercetat la diferite momente și ca teme de discuție pentru fanii săi.
Se pare că acei quendi care nu au călătorit niciodată în Aman, cum ar fi Avarii, în timp trupurile lor s-au consumat și au rămas ca niște spirite care nu pot fi văzute de ochii oamenilor sau al elfilor din Aman.

## Viața
Așa cum este precizat în Istoria Pământului de Mijloc și în scrisorile lui Tolkien elfii aveau un alt ciclu al vieți în comparație cu oamenii. O mare parte din informația de mai jos se referă la eldari, așa cum s-a găsit în eseul Legi și Obiceiuri printre Eldari din cartea Inelul lui Morgoth, dar multe idei se pot aplica și la Avari.

### Viața timpurie
Elfii sunt născuți la aproximativ un an după concepție. Ziua în care au fost concepuți se sărbătorește și nu ziua nașterii, deoarece pentru ei viața începe de la concepție (o idee care provine din faptul că Tolkien era catolic). Mintea li se dezvoltă mai repede decât trupul și la un an deja pot vorbi, merge, ba chiar și dansa și maturizarea rapidă face ca tinerii elfi să pară mai bătrâni decât sunt în realitate. Perioada de pubertate este între aproximativ 15 și 100 de ani (la vârsta de 15 ani ei ajung la înălțimea unui adult). Toți elfii ajung adulți înainte de vârsta de 100 de ani.
Tolkien nu este foarte clar atunci când pomenește despre actuala creștere a elfilor. În Legi și Obiceiuri ale Eldarilor|Legi și Obiceiuri el spune că elfii au creșterea corpului mai lentă la început decât cea a oamenilor. La vârsta de 20 de ani ei ar mai putea încă părea că au 7 ani, în timp ce oamenii la această vârstă sunt deja maturi. Totuși, mai târziu, Tolkien a scris că oamenii și elfii se dezvoltă la fel până la maturitate, dar atunci elfii nu mai îmbătrânesc.

### Căsătoria și viața de părinte
Elfii se căsătoresc liber. Elfii au o singuă soție și adulterul este de neconceput printre elfi. Ei se căsătoresc o singură dată (Finwë făcând excepție, el s-a recăsătorit după ce prima lui soție a murit).
Îndrăgostiții se pot alege chiar cu mult timp înainte de căsătorie și pot să devină logodiți. Tinerii elfi se pot logodi cu acordul părinților, dar cei care sunt adulți sau au de gând să se căsătorească curând nu mai au nevoie de consimțământul părinților. Ei fac schimb de inele, iar o logodnă poate fi stricată prin întoarcerea inelelor (totuși acest lucru se întâmplă foarte rar). Logodna nu poate dura mai mult de un an, tinerii trebuind apoi să se căsătorească.
Căsătoria este celebrată la un ospăț al celor două case. Ei dau inelele de logodnă și primesc altele pe care să le poarte pe degetul arătător. Mama miresei dă mirelui un giuvaier pentru a-l purta tot restul căsniciei.
Punctul de vedere al elfilor în legătură cu actul sexual este special și intim pentru că duce la conceperea și nașterea unui copil. Deoarece adulterul este ceva de neconceput printre elfi, aceștia trăiesc despărțiți pentru lungi perioade de timp fără a se teme de infidelitate.
Elfii au puțini copii (Fëanor și Nerdanel au fost o excepție, ei având 7 fii), iar perioada între care elfii au copii este destul de mare.

### Viața de zi cu zi
Elfii, în special Noldorii se preocupă cu variate meșteșuguri cum ar fi fierăria, sculptura și alte arte și desigur și procurarea mâncării. Bărbații și femeile pot face aproape tot la fel de bine, totuși femeile se specializează în vindecat și arte, pe când bărbații se duc la război. Acest fapt se întâmplă deoarece ei cred că a lua o viață are legătură cu a conserva viața. Totuși elfii nu au roluri rigide, femeile putând să se apere la nevoie la fel de bine ca și bărbații, iar bărbații pot avea rolul de vindecători, cum ar fi Elrond.

### Viața ulterioară
În final decă nu mor în bătălie sau din diferite alte cauze, elfii doresc să plece în Valinor, unde Valarii, i-au găzduit de la început. Cei care vor să plece în Tărâmul Binecuvântat pleacă cu bărci construite în Limanurile Cenușii.

### Partea a treia a vieții, îmbătrânirea și părul
În ciuda faptului că Tolkien spune în Hobbitul că elfii și hobbiții nu aveau barbă, Cìrdan chiar avea barbă ceea ce pare a fi o anomalie. Totuși Tolkien spune că elfii de vârsta a treia aveau barbă, Cìrdan fiind unul dintre ei. (Mahtan,  tatăl lui Nerdanel a avut barbă în a doua parte a vieții ceea ce este considerat un fenomen.) Nu este clar care este diferența dintre cele trei vârste, căci Tolkien nu a lăsat note care să lămurească subiectul. În aparență, bărbile erau singurul semn de îmbătrânire.
Se pare că Tolkien și-a schimbat până la urmă părerea în legătură cu barba elfilor. Așa cum scrie Christopher Tolkien în Povești neterminate, tatăl lui a scris în anul 1972 că oamenii care erau urmași de elfi (cum ar fi Aragorn) nu aveau barbă ceea ce ce duce la concluzia ca nici elfii nu aveau barbă.
Elfii uneori îmbătrânesc din cauza stresului puternic. Cìrdan este descris ca fiind foarte bătrân deoarece a trecut prin multe greutăți în primul ev și a fost prizonier la Morgoth pentru o perioadă de vreme, aproape nefiind recunoscut de poporul său după eliberarea sa.

### Moartea
Elfii sunt nemuritori. În plus față de nemurire, ei sunt imuni la toate bolile și pot să se vindece de răni care în mod normal ar omorî un om. Totuși, elfii pot muri din cauza grijilor și tristeții. Elfii care mor sau sunt uciși pleacă în Salile lui Mandos în Valinor. După o anumită perioadă de timp care servește ca relaxare și curățare a spiritelor, (fëar) ei se îmbracă în vechile corpuri (hröar). Ei nu se duc aproape niciodată în Pământul de Mijloc, deși au existat și excepții. Glorfindel este una dintre ele, dar un exepmlu mai cunoscut se poate citi în Poveste lui Beren și Lùthien, în care Lùthien se duce în Pământul de Mijloc, dar ca o muritoare.
În final spiritele lor (fëar) vor copleși corpurile (hröar) și îi vor lăsa pe elfi să fie doar duhuri necontând dacă ei decid să plece în Valinor sau să rămână în Pământul de Mijloc. La sfârșitul zilelor elfii nu vor mai putea fi văzuți de ochii muritorilor, cu excepția cazlui în care aceștia vor să se arate. Pe aceștia Tolkien i-a numit "dăinuitorii", iar această perioadă poate fii considrată ca fiind al patrulea ciclu al vieții elfilor.
Teoretic, dacă elfii ar fi existat, la sfârșitul lumii cei mai tineri dintre ei ar fi fost încă vizibili, deoarece ca toți elfii să devină invizibili ar însemna ca ei să înceteze să se reproducă în același timp.  Acest lucru este sugerat de materialul filmelor lui Jakson (nu direct), cum că în timpul de după războiului inelelui Arwen fiind numită "Steaua Apusului" ar fi ultima din neamul ei.
Totuși acestea nu apar în cărți, și este posibil să fie vorba de ultima din casa regală descendentă din Casa lui Finwë și Casa lui Thingol, din Pământul de Mijloc ceea ce este de fapt adevărat. Se poate nota că elfii din casa lui Finwë au avut familii mari înainte de răzvrătirea lui Fëanor și de exilarea Noldorilor din Pământul de Mijloc, dar cei din Pământul de Mijloc au încetat să se mai reproducă. Mulți din cei din familia regală (incluzând 6 din cei 7 fii ai lui Fëanor) nu au avut copii, iar mulți din cei care au avut, nu au avut decât unul: Thingol a avut-o ca fiică pe Lùthien, Turgon a avut-o pe Indril și Elrond pe Arwen, toate căsătorindu-se cu oameni muritori.
Teoretic viețiile elfilor sunt la fel de lungi ca și lumea, și se spune că și ei se vor alătura celorlalți Copii ai lui Ilúvatar în cântecul lor din fața tronului său.

### Convenții de nume
Un elf din Valinor are un nume dat de tată la naștere (essë), care de obicei seamănă cu numele mamei sau al tatălui și care reflectă descendența copilului, iar după un timp se mai poate adăuga un afix la acest nume. Odată cu creșterea unui elf, acesta primește de la mamă un al doilea nume (amilessë), care reflectă personalitatea, dibăcia și chiar soarta, amilessë fiind câteodată profetic.
Epessë este al teilea nume pe care îl primește un elf mai târziu în timpul vieții sale, în semn de respect și admirație. În unele cazuri un elf își alege singur un nume (kilmessë) (Q:Nume propriu).
Numele adevărate rămân primele două și un elf poate fi chemat după oricare dintre celelalte, dar numele dat de mamă nu prea era folosit de cei care nu cunoșteau prea bine persoana cu care vorbeau sau despre care vorbeau deoarece era considerat nepoliticos.
După exilul în Pământul de Mijloc și adoptarea Sindarianei ca limbă de zi cu zi, Noldorii și-au luat un nume care să se potrivească sau care era un echivalent al numelui lor Quenian.
Un alt tip de mune este cel patronimic (numele tatălui (essë)) la care se adăuga sufixul "ion"). Ex: Gildor Inglorion care înseamnă Gildor fiul lui Inglor.
- Galadriel este traducerea Sindariană a numelui Alatáriel, epessë-ul Telerin care i s-a dat de către Celeborn și care are o traducere aproximativă (fata încoronată cu ghirlande luminoase). Tatăl ei a fost Finarfin, iar mama ei a fost Eärwen.
- Maedhros, fiul cel mai mare al lui Fëanor, era numit de frații săi și Rusandol. A primit acest epessë datorită părului său roșcat. Numele dat de tată a fost Nelyafinwë (Finwë al treilea, numele tatălui lui Feanor fiind Finwë).
- Finrod, de obicei cunoscut ca și Felagund (cioplitorul peșterilor), nume original dat de căre gnomi (Felakgundu), deoarece el a fost cel care a construit Nargothrondul, Finrod a adoptat numele ca o onoare.
- Círdan (făuritorul de corăbii) este epessë-ul al unui elf telerin care a rămas în Beleriand, și apoi în Lindon, până la sfârșitul celui de-al Treilea ev. Numele său original (Nōwē) este rar amintit, el fiind cunoscut sub numele de Círdan, titlu care i s-a dat, a avut scopul numirii lui ca Lord al Falasului.

### Neînțelegeri și confuzii comune
Trebuie notat că elfii din lumea ficțională a lui Tolkien diferă foarte mult de cei care au fost inventați cu mult timp înaintea scriitorului sau de cei mai mulți din elfii care apar în fantezile actuale. Neluând în considerare diferențele dintre structura corpului și ciclul vieții, elfii lui Tolkien erau foarte umani (totuși elfii din mitologia scandinavă sunt adesea descriși ca foarte umani, asemănându-se cu zeii Vanir și Aesir) dacă nu își consumau trupurile și deveneau doar niște spirite.

### Pădurile și tragerea cu arcul
Descrierea călătoriei Frăției inelului prin Lorien ne dă de înțeles că majoritatea elfilor trăiau în copaci și purtau arcuri, deși în alte scrieri ale autorului elfii trăiau și în castele săpate în piatră (Menegroth, Nargothrond și sălile lui Thranduil din Codrul Întunecat), de asemenea se știe că Noldorii purtau săbii, Vanyarii sunt cunoscuți ca purtând sulițe, iar Sindarii topoare. În orice caz elfii erau mai apropiați de natură decât oamenii, totuși nu chiat atât de mult ca și în prezentările din ziua de azi cum ar fi Dungeons & Dragons.

### Urechile ascuțite
Nu există dovezi clare în Stăpânul Inlelelor sau Silmarillion că elfii are avea urechi ascuțite, dar într-un paragraf dintr-o scrisoare a lui Tolkien, în care acesta spunea că Bilbo avea urechi puțin ascuțite și elfești.

### Culoarea părului
În ciuda multelor poze și ilustrații ale elfilor care arată ca majoritatea aveau părul blond, de fapt ei aveau o varietate foarte mare a culorii părului. În general majoritatea elfilor (incluzând Noldorii, Sindarii și Avarii) aveau părul închis, chiar negru, în timp ce Vanyarii aveau părul blond și unii dintre teleri aveau părul argintiu. Lúthien Tinúviel și descendenta sa Arwen Undómiel, considerate cele mai reprezentative elfe din Pământul de Mijloc, aveau părul negru.
Finarfin, cel mai mic fiu al lui Fëanor și descendenții săi (cum ar fi Finrod Felagund) au avut părul blond deoarece a doua soție a lui Finwë, Indis, a fost blondă, fiind din neamul Vanyarilor. Indril, fiica lui Turgon, a avut părul auriu, deoarece mama ei Elenwë era de asemenea din neamul elfilor Vanyari. Chiar și fii lui Fëanor, nu aveau toți părul negru (ei fiind Noldori), Maedhros și frații săi mai mici Amrod și Amras aveau părul roșcat, moștenind-o pe mama lor Nerdanel și pe bunicul lor Mahtan.
În plus culoarea argintie a părului apărea și la casa regală Sindariana. Thingol, Cirdan și Celeborn sunt toți descriși ca având păr argintiu. Așa cum ne este descris în Povești Neterminate, Galadriel avea o culoare aparte față de ceilalți elfi având un păr argintiu auriu.

### Culoarea Ochilor
Când Tolkien descrie culoarea ochilor elfilor, aceștia tind să fie gri, ceea ce este posibil să aibă legătură cu ochiul soției sale, Edith Tolkien, născută Bratt (21 ianuarie 1889 - 29 noiembrie 1971). Este sigur că Lúthien avea ochii gri, la fel ca și descendenții săi, Elrond, Arwen și frații săi, Aragorn și Numenoreenii/Dunedainii. Voronwẽ, elful noldor, care l-a călăuzit pe Tuor spre Gondolin avea de asemenea ochii gri. Este posibil ca această alegere a lui Tolkien de a da ochi gri personajelor sale să vină din faptul că în literatura engleză medievală, în care această culoare a ochilor, era un semn al sângelui nobil.
Deși Maeglin maglin era pe jumătate Noldor, el avea ochi negrii, ceea ce este posibil să fie o moștenire de la tatăl său Eöl, care era un elf întunecat, în timp ce Olwë, fratele lui Thingol avea ochi albaștrii. Culoarea ochilor pentru majoritatea celorlalți elfi nu este menționată și de aceea este greu de generalizat.

## Limbile elfești
Tolkien a creat mai multe limbi pentru elfi. Probabil că interesul său era în primul rând filologic, și a spus că povestirile sale au crescut din limbile sale. Într-adevăr, limbile sunt primele care au fost create în legendariumul său, pornind de la "Qendia", care a fost forma primitivă a limbii elfești. Aceasta a fost transformată în "Quenia" (limba elfilor luminați), și în paralel cu Sindariana, au format cele mai complexe limbi pe care Tolkien le-a creat. În afară de acestea două el a mai creat și alte dialecte.
- Qenyana Primitiva (limba elfilor din Cuivienen)
  - Avariana
    - Mai multe dialecte Avariene(care mai târziu s-au contopit cu limba Nandorina)

  - Eldariana Comuna (limba veche pe care o foloseau toți eldarii)
  - Quendiana (limba folosită de Noldori și Vanyari)
    -       - Queniana Vanyara (Quendyana), (limba folosită de Vanyari, era destul de apropiată de Quenyana arhaică)
      - Quenyana Noldorina (Cunoscută mai târziu și ca Exilic Quenya)

    - Telerina Comuna (limba veche a Linadarilor)
      - Telerina (Limba Telerilor care au reușit să ajungă în Tărâmurile Nemuritoare, câteodată considerată ca fiind un dialect al Qenyanei primitive)
      - Nandorina (limba Nadorilor, o parte din ea a fost influențată de Avara)
        - Limba Originală din Codrul Intunecat
        - Limba originală din Lóriand

      - Sindariana (limbă folosită de Sindari)
        - Doriath-iana (Dialect sindarian folosit în Doriath)
        - Falathrin-iana (Dialect care provina din Sindariana folosită în al doilea ev. Era folosită în Falas și în Nargothrond)
        - Sindariana de Nord (Dialect Sindarian din Dorthonion  și Hithlum)

Tlokien a creat, de asemenea, alfabeturile pentru limbile Tengwar și Cirth.

## Elfi de seamă
- Amroth - Stăpân al Lóriandului, înainte de Celeborn și Galadriel, logodnicul lui Nimrodel, dispărut în Marea cea Mare.
- Celeborn - Stăpân al Lothlórienului, soțul lui Galadriel, rudă cu Thingol
- Celembrimbor - Făuritor al inelelor puterii, strănepot al lui Feanor
- Imin - Primul elf care s-a trezit lângă lacul Cuivienen, primul Vanyar
- Tata(dezambiguizare) - Al doilea elf care s-a trezit lângă lacul Cuivienen, primul dintre Noldori
- Enel - Al treilea elf care s-a trezit lângă lacul Cuivienen, primul dintre Teleri
- Ingwë - Rege al Vanyarilor, a rămas în Valinor până la sfârșitul zilelor
- Elwë - Regele din Doriat, și rege al tuturor Sindarilor, căsătorit cu Maia Melian
- Finwë - Primul rege al Noldorilor, căsătorit de două ori cu Miriel și respectiv Indis, ucis de Melkor în 1495 A.C.
- Galadriel - Regina regatului Lothlórien, sotia lui Celeborn. A fost cel mai puternic lider elf pe Pamantul de Mijloc in timpul celui de-al treilea ev.
- Fëanor - Fiu al lui Fëinwe și al lui Miriel, făuritor al silmarililor, conducător al Noldorilor în exilul din Pământul de Mijloc. Născut în anul 4679 A.C. și ucis în anul 4997 A.C.
  - Fii lui Feanor
  - Maedhros - Prinț Noldor, exilat în Pământul de Mijloc, refuzat să ia parte la măcelul Telerilor și la arderea corăbiilor telere în Losgar. Mort în 587  A.S.
  - Maglor - Dibaci în cântatul la harpă, avea puterea de a controla inimile celorlalți cu vocea lui. Mai era numit și Kanafinwë (kana (Q.)= comandand + finwë (numele bunicului său din partea tatălui))
  - Celegorm - Mai era numit și (Q.) Turkafinwë (cu voința puternică). Ucenic al lui Oromë, cunoștea limba unor specii de păsări, a adus cu el în Pământul de Mijloc un mare câine de vânătoare, Huan, dar de la Oromë. A condus Himladul alături de Curfin. Ucis în anul 507 A.S.
  - Caranthir - Al patrulea fiu al lui Feanor, cunoscut și sub numele de Caranthir cel întunecat, a condus Thargelionul. Mort în 507 A.C.
  - Curfin - Al cincilea fiu al lui Feanor, numit și Curufinwe (cel îndemănatic (fiul lui) Finwe). A făurit cele trei Inele Elfești ale Puterii și a condus Himladul alături de Celegorm. Mort în anul 507 A.S
  - Amrod - Cel mai mic fiu al lui Feanor, numit și Pityafinwe, a devenit un iscusit vânător care a ajutat la menținerea Hotarului lui Maedhros, decedat în anul 538 A.S.
  - Amras - Frate geamăn cu Amrod, a fost numit de către Feanor 'Sortitul' (Umbrato), decedat în anul 4997 A.C.
  - Fingolfin - Mare rege al Noldorilor din Beleriand, al doilea fiu al lui Finwë, frate cu Finarfin și frate vitreg cu Fëanor. Născut în 4690 A.S. și ucis în anul 455 A.S. de către Valarul Melkor, numit Morgoth în urma uciderii tatălui lui Fingolfin.
  - Fingon - Cel mai mare fiu al lui Fingolfin, renumit pentru faptul că l-a salvat pe Maedhros. În bătălia Nírnaeth Arnoediad, aproape că a ieșit învingător, ucis însă de demonul Gothmog, conducător al Balrogilor, ucis în anul 472 A.C.
- Finarfin - Fiu al lui Finwë si frate al lui Fingolfin si frate vitreg al lui Fëanor. Ca si ceilalti frati ai sai el a pus bazele unei noi case: 'Casa de aur a lui Finarfin', care a luat acest nume datorita parului auriu al lui Finarfin si al descendenților lui.
- Findis -  Una din Fiicele lui Finwë.
- Fingolfin - A fost cel de-al doilea fiu al lui Finwë, frate al lui Finarfin, și frate vitreg al lui Fëanor.  Mama lui a fost a doua soție a lui Finwë, Indis. Se spune despre Fingolfin ca era puternic și neclintit, dar justificat dintre fii lui Finwë, iar unii îl numesc cel mai mare războinic dintre Copiii lui Ilúvatar. Numele lui în Queniana este Nolofinwë, Finwë cel înțelept.
- Finarfin - Cel de-al treilea fiu a lui Finwë.
- Finrod Felagund - Cel mai mare fiu al lui Finarfin, frate cu Angrod, Galadriel și Aegnor. Felagund este un epessë primit de la Gnomii care au construit Nargothondul și înseamnă 'Cioplitorul de Peșteri'.
- Finwë - Numit si Nóldoran a fost primul mare rege Noldor care și-a condus poporul din Pământul de Mijloc în Valinor tărâmul binecuvântat la Amanului. Mulți dintre elfii noldorini se trag din el.Numele de Finwë nu este tradus complet. Dicționarul din Silmarillion traduce fin ca păr, iar alte surse spun că înseamnă îndemânare.